# Le Marouillet
Le Marouillet ist ein Ortsteil der französischen Gemeinde Yves im Département Charente-Maritime der Region Nouvelle-Aquitaine.
In Le Marouillet befindet sich die Mairie und die Schule der Gemeinde.

## Sehenswürdigkeiten
- Château du Passage (Schloss), erbaut im 17. Jahrhundert